# Macaria (insecto)
Macaria es un género de polillas perteneciente a la familia Geometridae. Fue erigido por el entomólogo británico John Curtis en 1826. El género Macaria se considera a veces sinónimo del género Semiothisa. Las especies son cosmopolitas a nivel mundial.

## Descripción
Los palpos son peludos, oblicuamente rectos (extendiéndose hacia adelante) y llegando más allá del corto mechón frontal. Las antenas del macho son ciliadas, raramente aserradas (en forma de diente de sierra). Las alas anteriores del macho cuentan con fóvea. La vena 3 corre desde el ángulo de la célula, mientras que las venas 7, 8 y 9 son pecioladas desde el ángulo superior. Las alas posteriores cuentan con el margen exterior fuertemente angulado en la vena 4 y ligeramente angulado en la vena 6. Vena 3 corre desde el ángulo de la celda.

## Ecología
Se conoce una amplia gama de plantas hospedantes de especies Macaria, incluyendo coníferas y dicotiledóneas, pero las plantas hospedantes de las especies neotropicales del género siguen siendo poco conocidas.

## Especies
Las especies incluyen:
 
- Macaria abruptata (Walker, 1862)
- Macaria abydata Guenée, [1858]
- Macaria acasiaria (Schaus, 1923)
- Macaria acutaria (Walker, [1863])
- Macaria aemulataria Walker, 1861
- Macaria adonis Barnes & McDunnough, 1918
- Macaria aequiferaria Walker, 1861
- Macaria alternata Denis y Schiffermüller, 1775
- Macaria anataria Shett, 1913
- Macaria artesiaria (Denis & Schiffermüller, 1775)
- Macaria banksianae Ferguson, 1974
- Macaria bicolorata Fabricius, 1798
- Macaria binazira Koçak y Kemal, 2008
- Macaria bisignata Walker, 1866
- Macaria brunneata Thunberg 1784
- Macaria carbonaria (Clerck, 1759)
- Macaria distribuaria (Hübner, 1825)
- Macaria fissinotata Walker, 1863
- Macaria fusca (Thunberg, 1792)
- Macaria garupa Figueredo, Chalup y Fernández Díaz, 2023
- Macaria granitata Guenée, 1857
- Macaria guenearia
- Macaria ichnusae Govi & Fiumi, 2005
- Macaria kruegeri Vargas, Hausmann y Parra, 2020
- Macaria liturata Clerck, 1759
- Macaria loricaria (Eversmann, 1837)
- Macaria minorata Packard, 1873
- Macaria multilineata Packard, 1873
- Macaria notata (Linnaeus, 1758)
- Macaria oweni (Swett, 1907)
- Macaria pinistrobata (Ferguson, 1972)
- Macaria ponderosae Ferguson, 2008
- Macaria promiscuata (Ferguson, 1974)
- Macaria regulata (Fabricius, 1775)
- Macaria rigidata Guenée, 1775
- Macaria sanfordi (Rindge, 1958)
- Macaria sexmaculata Packard, 1867
- Macaria signaria Hübner, 1809
- Macaria subcessaria (Walker, 1861)
- Macaria submarmorata Walker, 1861
- Macaria transitaria Walker, 1861
- Macaria ulsterata (Pearsall, 1913)
- Macaria unipunctaria (W. S. Wright, 1916)
- Macaria wauaria (Linnaeus, 1758)